# John Cessna

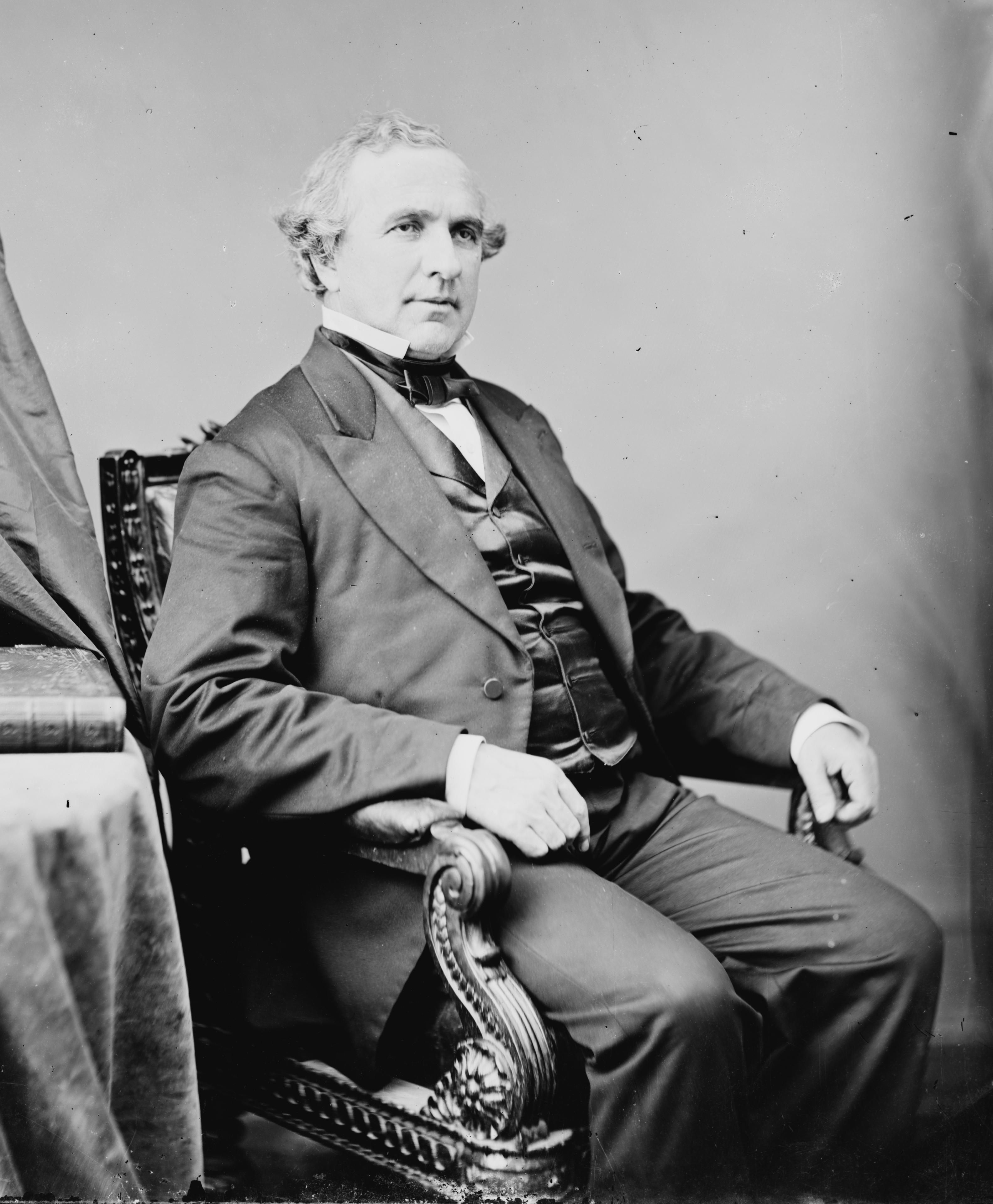
John Cessna

John Cessna (* 29. Juni 1821 im Bedford County, Pennsylvania; † 13. Dezember 1893 in Bedford, Pennsylvania) war ein US-amerikanischer Politiker. Zwischen 1869 und 1871 sowie nochmals von 1873 bis 1875 vertrat er den Bundesstaat Pennsylvania im US-Repräsentantenhaus.

## Werdegang
John Cessna besuchte die öffentlichen Schulen seiner Heimat und danach die Hall’s Military Academy in Bedford. Im Jahr 1842 absolvierte er das Marshall College in Mercersburg. Danach war er für einige Zeit als Lehrer tätig. Nach einem Jurastudium und seiner 1845 erfolgten Zulassung als Rechtsanwalt begann er in Bedford in diesem Beruf zu arbeiten. Politisch war er damals Mitglied der Demokratischen Partei. In den Jahren 1850, 1851, 1862 und 1863 saß er als Abgeordneter im Repräsentantenhaus von Pennsylvania, dessen Präsident er in den Jahren 1850 und 1863 war. Im Juni 1856 nahm Cessna als Delegierter an der Democratic National Convention in Cincinnati teil, auf der James Buchanan als Präsidentschaftskandidat nominiert wurde. Vier Jahre später war er auch Delegierter zu den beiden Parteitagen der Demokraten in Charleston bzw. Baltimore. 1863 wechselte er zur Republikanischen Partei; zwei Jahre später war er Vorsitzender von deren regionalem Parteitag in Pennsylvania. Ebenfalls 1865 wurde er zum Staatsvorsitzenden seiner Partei gewählt. In den Jahren 1868, 1876 und 1880 war er Delegierter zu den jeweiligen Republican National Conventions, auf denen Ulysses S. Grant bzw. Rutherford B. Hayes und James A. Garfield als Präsidentschaftskandidaten nominiert wurden.
Bei den Kongresswahlen des Jahres 1868 wurde Cessna als Republikaner im 16. Wahlbezirk von Pennsylvania in das US-Repräsentantenhaus in Washington, D.C. gewählt, wo er am 4. März 1869 die Nachfolge von William Henry Koontz antrat. Da er im Jahr 1870 Benjamin Franklin Meyers unterlag, konnte er bis zum 3. März 1871 zunächst nur eine Legislaturperiode im Kongress absolvieren. Im Jahr 1872 schaffte er seine Rückkehr in den Kongress, wo er am 4. März 1873 Meyers wieder ablöste und bis zum 3. März 1875 eine weitere Legislaturperiode verbringen konnte. Im Jahr 1874 verzichtete er auf eine weitere Kandidatur.
Nach dem Ende seiner Zeit im US-Repräsentantenhaus praktizierte John Cessna wieder als Anwalt. Im Jahr 1892 war er nochmals Abgeordneter im Repräsentantenhaus von Pennsylvania. Er starb am 13. Dezember 1893 in Bedford, wo er auch beigesetzt wurde.